# King Power Stadium

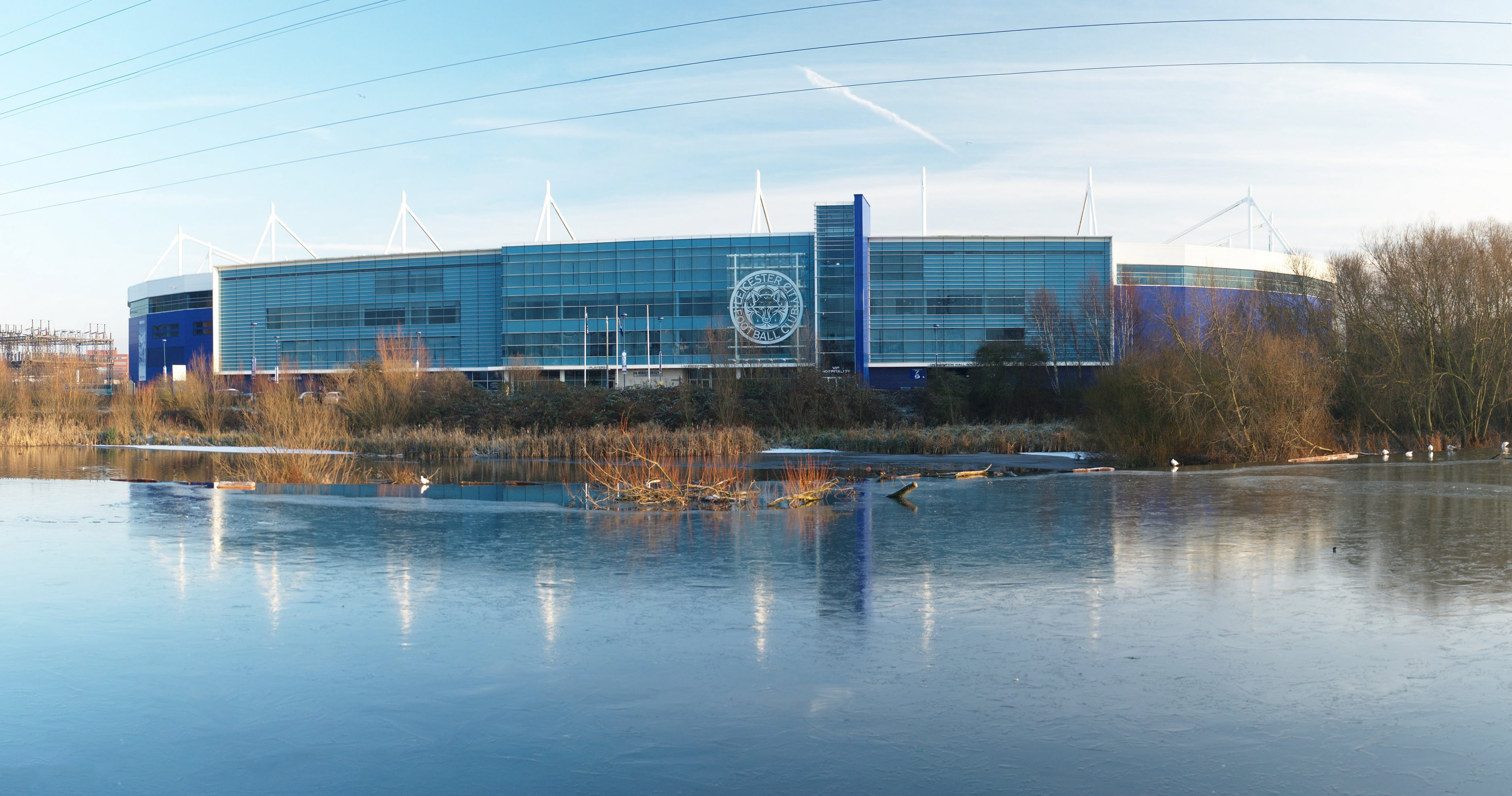
Das King Power Stadium vom Grand Union Canal aus gesehen

Das King Power Stadium ist ein Fußballstadion in der englischen Stadt Leicester, Vereinigtes Königreich. Der Fußballverein Leicester City seine Heimspiele austrägt. Bis Mitte 2011 hieß das Stadion Walkers Stadium nach dem Lebensmittelhersteller Walkers. Im Juli 2011 benannte man die Spielstätte in den East Midlands nach dem Besitzer des Vereins und Trikotsponsor, dem thailändischen Betreiber von Duty-free-Geschäften King Power International Co., Ltd. Seit 2021 nutzt auch der Frauenfußballclub Leicester City WFC das Stadion als Spielstätte.

## Geschichte
Das Stadion wurde am 23. Juli 2002 eröffnet. Es fasst momentan 32.262 Zuschauern. Die ehemalige Spielstätte von Leicester City war das nahegelegene Filbert Street mit 22.500 Plätzen. Aufgrund der Erfolge des Vereins in den 1990er Jahren und der wachsenden Beliebtheit des Fußballs wurde das Stadion zu klein; außerdem war es teilweise veraltet. Nach einem gescheiterten Versuch, bei Bede Island South ein Stadion mit 40.000 Sitzplätzen zu bauen, richtete der Verein sein Augenmerk auf das Gelände des ehemaligen Kraftwerks Freemans Wharf. Die Baugenehmigung wurde im November 2000 erteilt und am 23. Juli 2002 erfolgte die offizielle Eröffnung des Stadions durch den ehemaligen Leicester-Spieler Gary Lineker. Das erste Spiel fand am 4. August 2002 gegen Athletic Bilbao statt. Das Stadion an der 200 Meter nördlich gelegenen Filbert Street wurde abgerissen, an seiner Stelle entstand ein Studentenwohnheim.
Der Rugbyverein Leicester Tigers bekundete im Jahr 2005 die Absicht, sein eigenes Stadion an der Welford Road aufzugeben und mit Leicester City das fast doppelt so große King Power Stadium zu teilen. Die beiden Vereine konnten sich aber nicht einigen, so dass der Plan aufgegeben wurde. Allerdings mieten die Tigers gelegentlich das Stadion für Spiele, bei denen ein hohes Zuschaueraufkommen zu erwarten ist, insbesondere bei Begegnungen im Heineken Cup. Auf dem Spielfeld mit Rasenheizung ist ein Hybridrasen verlegt. Als Austragungsort der Rugby-Union-Weltmeisterschaft 2015 trug das Stadion bei dem Turnier den werbefreien Namen Leicester City Stadium.
Der Club plant den Ausbau des King Power Stadium auf 40.000 Plätze. Erste Einzelheiten über das Projekt, dass eine erweiterte Nutzung des Stadions mit einer Mehrzweckhalle mit 6000 Plätzen, einem Hotel mit 220 Zimmern, einem Club-Megastore, Club- und Geschäftsbüroflächen, einen Wohnturm und ein neues, mehrstöckiges Parkhaus vorsieht, wurden im Juli 2021 bekannt. Leicester City hatte im Oktober 2021 einen hybriden Planungsantrag beim Stadtrat eingereicht. Im Februar 2022 sowie im April und Juli des Jahres wollte die Stadt eine Entscheidung über das Projekt fällen. Am 14. September des Jahres ist eine Sitzung des Stadtrats von Leicester geplant, auf der eine Entscheidung gefällt werden soll.